# 埃米尔·李奥纳多·马蒂厄
埃米尔·莱昂纳德·马蒂厄(法語：[matjø] ; 1835年5月15日, 梅斯- 1890年10月19日, 南希）是一位法国数学家。 他主要研究群论和数学物理。马蒂厄函数、马蒂厄群和马蒂厄变换是以他的名字命名的。他撰写了六卷数学物理学论文。第一卷全面阐述了求解数学物理微分方程的技术，并介绍了马蒂厄函数在静电学中的应用。第二卷介绍毛细现象。第三卷和第四卷介绍静电学和静磁学。第五卷涉及电动力学，第六卷涉及弹性。小行星27947 Emilemathieu是以他的名字命名的。

## 个人生活
埃米尔·马蒂厄出生于一个小公务员家庭。他的父亲尼古拉斯·马蒂厄 (Nicolas Mathieu) 是该市税务局的出纳员。他的母亲阿梅莉·安托瓦内特·奥贝坦来自梅斯，而她的兄弟皮埃尔·奥贝坦是数学家，曾就读于巴黎综合理工学院，是一名炮兵上校和一家制造大炮的铸造厂的厂长。埃米尔·马蒂厄 (Émile Mathieu) 在梅斯长大，并在该镇的梅斯中学 (Lycée de Metz) 上学。他在学校表现出色，首先在古典研究中表现出非凡的拉丁语和希腊语作曲能力。然而，当他十几岁的时候接触了数学，数学就成了他唯一想追求的学科。上文提到，他的叔叔皮埃尔·奥贝坦曾就读于巴黎综合理工学院，在他的指导下, 埃米尔为入学考试做准备,并于1854年顺利通过考试入学。
他在巴黎综合理工学院毕业继续在巴黎理学院学习数学，并于1859年在加布里埃尔·拉梅的指导下获得博士学位。埃米尔·马蒂厄从事群论工作。从1869年到1873年，埃米尔·马蒂厄在贝桑松教授数学。从1874年起，他在南希中学教数学，在那里结束了他的职业生涯。

## 马蒂厄群
马蒂厄群是有限单群分类最早被发现的潜在群, 它们一共有五个:M11, M12, M22, M23, M24。

## 埃米尔·马蒂厄所著书籍
- Traité de physical mathématique（6 卷） （Gauthier-Villars，1873-1890）
- 动态分析 （页面存档备份，存于）（Gauthier-Villars，1878）